# 奥地利滨海区

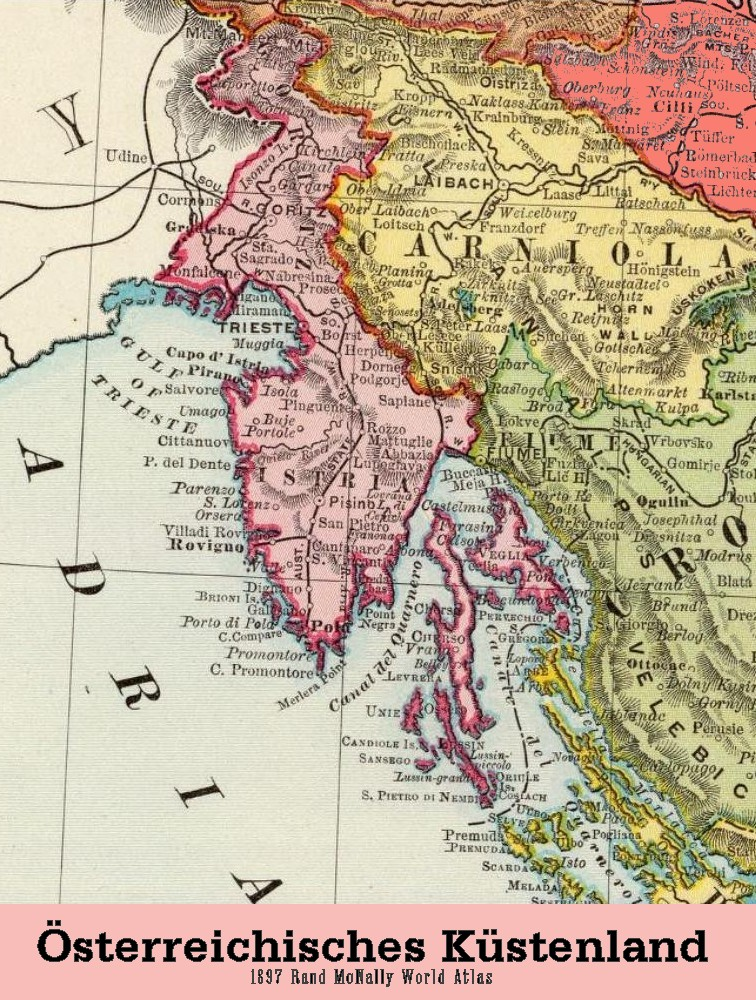
1897年的滨海区

奥地利滨海区（德語：Österreichisches Küstenland；英语：Austrian Littoral），又称濱海奧地利，是奧地利帝國在1849年成立的一個地區，分為伊斯特拉半島、戈里齊亞和格拉迪斯，的里雅斯特三個部分。這裡地區在歷史上曾由威尼斯共和國、奧匈帝國、義大利王國和南斯拉夫等不同國家統治。第一次世界大戰之後，義大利王國佔領了這一地區。二戰結束之後，義大利、斯洛維尼亞和克羅埃西亞三國瓜分了這一地區。奥地利滨海区是奧匈帝國內的一個度假勝地，也是奧匈帝國的主要海港所在地。該地區民族十分多樣。1910年時奥地利滨海区面積7,969平方（3,077平方英里），人口894,287人。